# Kompleks sanatoryjny w Ustroniu-Zawodziu

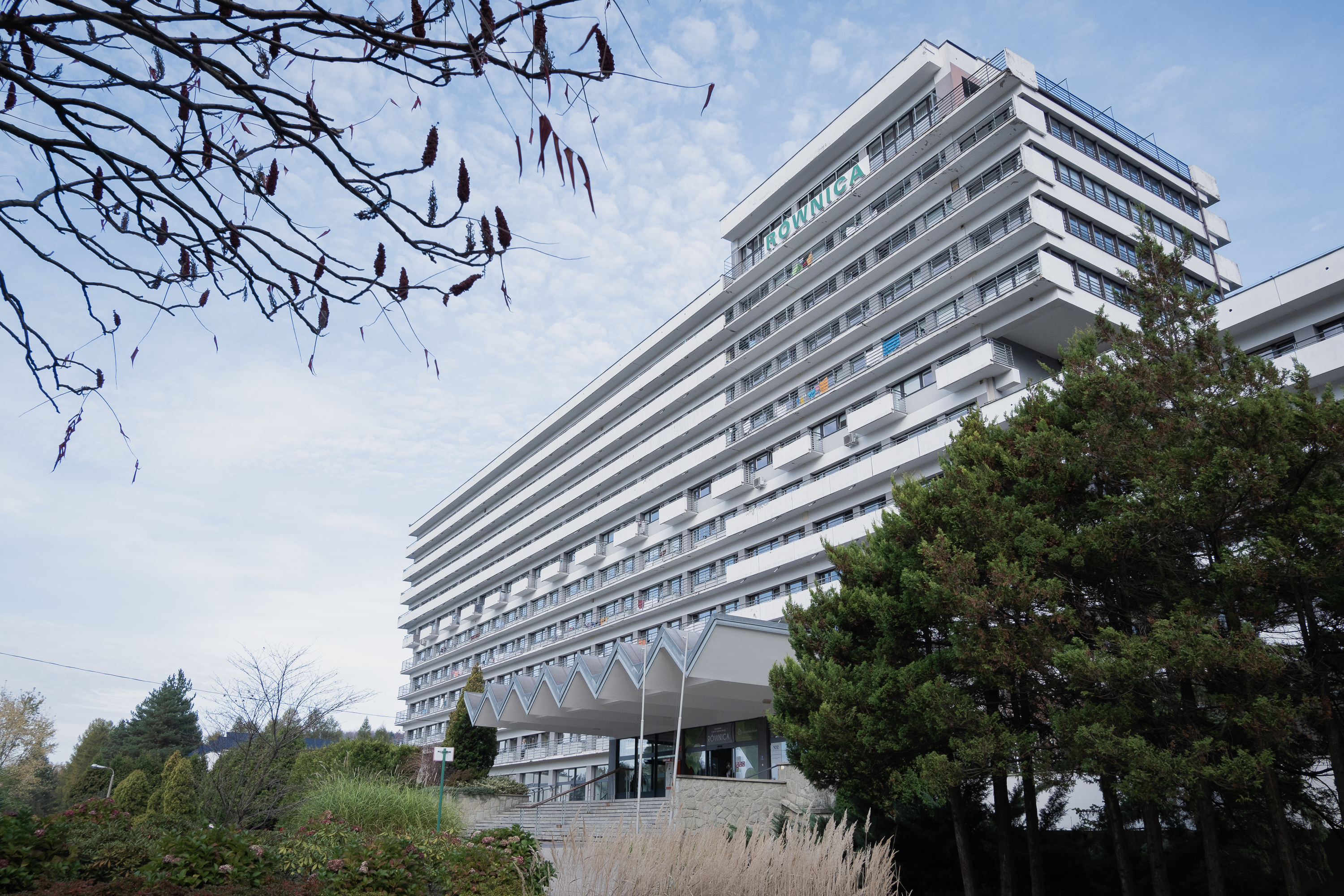
Sanatorium Równica

Kompleks sanatoryjny w Ustroniu-Zawodziu - kompleks budynków o przeznaczeniu turystycznym, leczniczo-rehabilitacyjnym i uzdrowiskowym zlokalizowanych w Zawodziu - dzielnicy Ustronia (woj. śląskie). Pierwotnie budynki były budowane jako sanatoria i domy wypoczynkowe dla zakładów pracy, obecnie (po prywatyzacji) pełnią podobne funkcje.

## Projekt i budowa

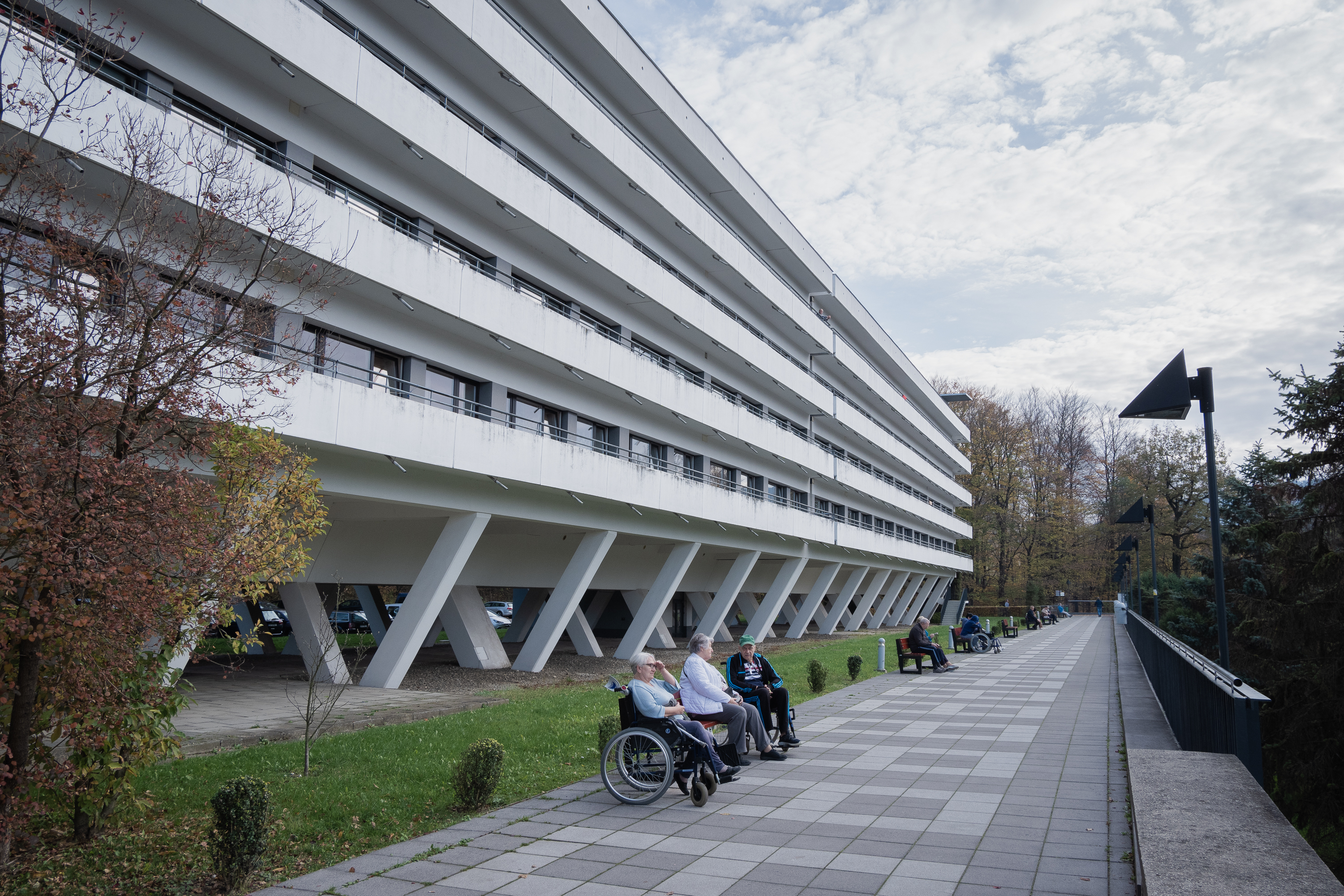
Sanatorium Równica. Na zdjęciu widać filary, na których oparta została konstrukcja

Idea utworzenia nowoczesnego kompleksu uzdrowiskowego w Ustroniu zaczęła kształtować się na przełomie lat 50. i 60. Przygotowanie projektu zlecono architektom z Pracowni Projektów Budownictwa Ogólnego - Henrykowi Buszko i Aleksandrowi Francie, w pracach projektowych uczestniczył także Tadeusz Szewczyk. Na obszarze 200 hektarów, na stoku Równicy założono budowę kompleksu uzdrowiskowego dla 7000 osób, w skład którego miały wejść: sanatorium, szpital rehabilitacyjny, dom zdrojowy i 26 domów wczasowych.
Architekci zaprojektowali 28 budynków wczasowych, które miały być "rozrzucone" po zboczu Równicy. Budynki mają około 8 kondygnacji, co najmniej 200 miejsc noclegowych. Są żelbetonową konstrukcją w stożkowatym kształcie, od którego wzięła się ich obiegowa nazwa - "piramidy". Pierwotny plan zakładał też powstanie czterech sanatoriów po 200 łóżek, które ostatecznie udało się zawrzeć w jednej bryle sanatorium Równica.
Architekci zakładali, że kompleks będzie oparty na formach modernistycznych, korespondując jednocześnie z górskim krajobrazem. Budynki miały "odzwierciedlać specyfikę klimatyczną regionu".

## Opis architektury
Dominantę kompleksu stanowi modernistyczny gmach sanatorium Równica. Oparty na słupach budynek rozciągnięty w poprzek zbocza ma wysokość od 5 do 12 kondygnacji. Wyrazistość bryły podkreślają kontrastujące ze sobą, naprzemiennie ułożone ciemne pasy okien i balkonów oraz jasnej, gładkiej elewacji. Obiekt wzniesiono z prefabrykatów wspartych na żelbetowym szkielecie.

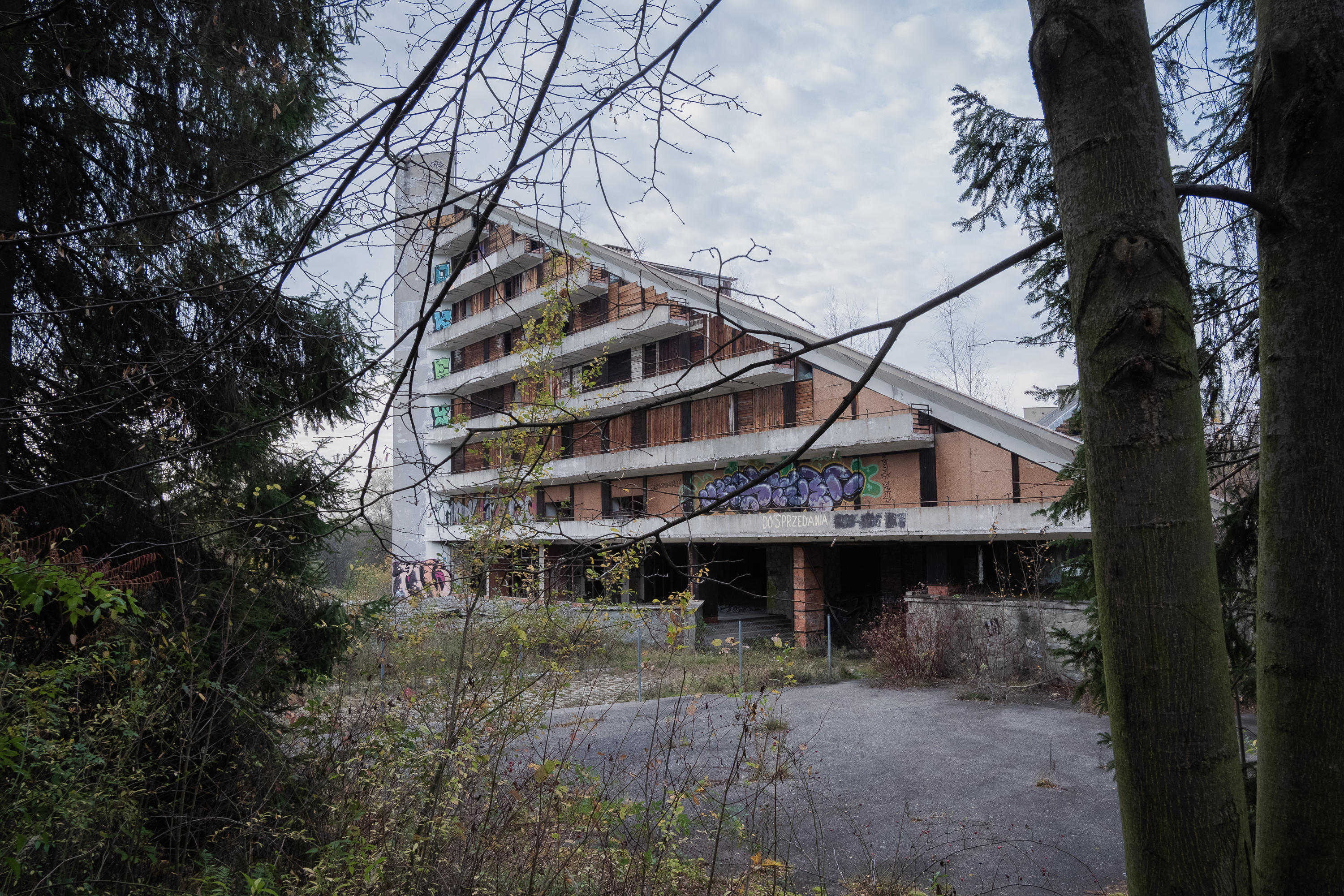
Opuszczony dom wczasowy Maciejka

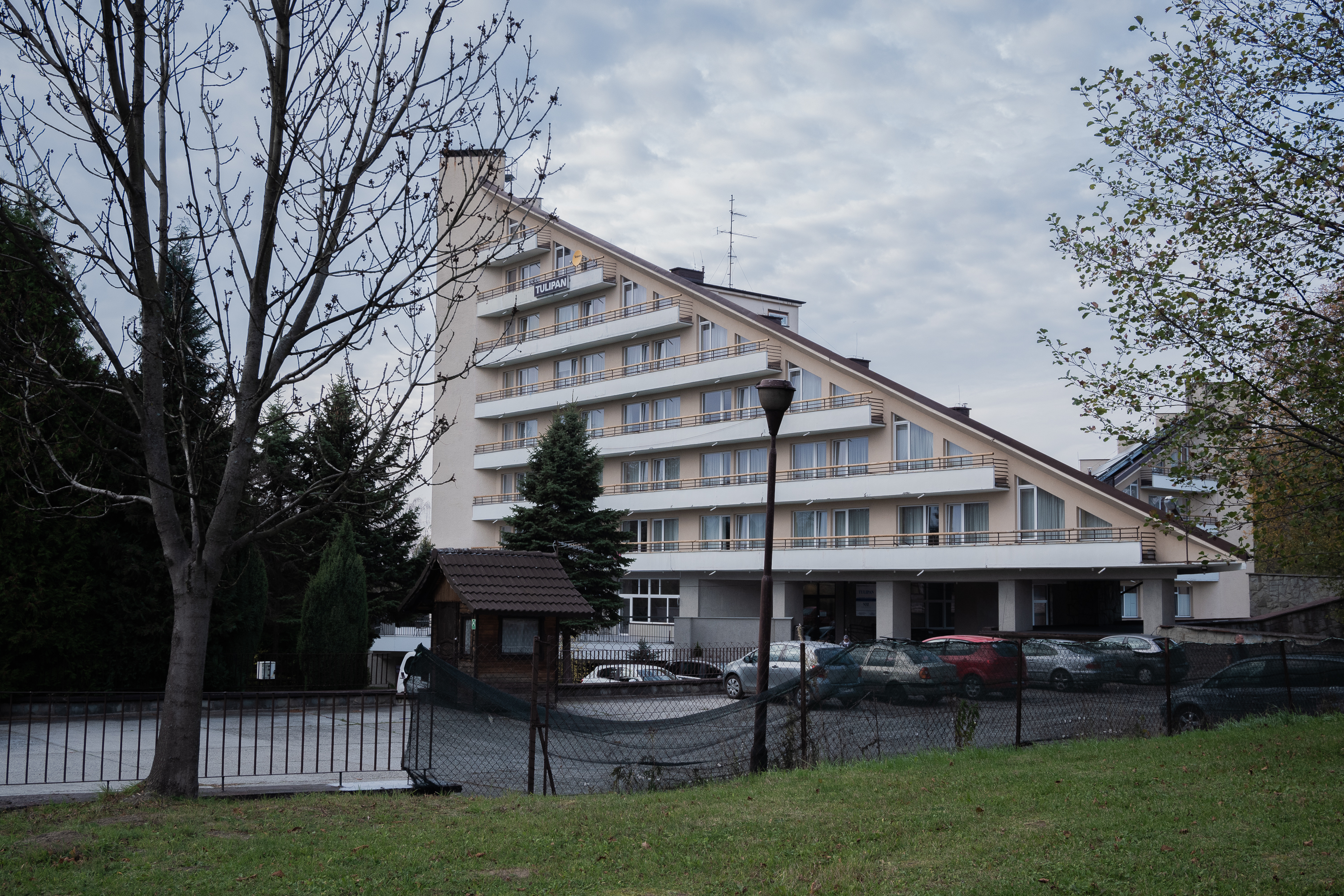
Tulipan - jedna z piramid ustrońskich

Dzielnica uzdrowiskowa Ustroń Zawodzie jest oceniana jako jeden z najciekawszych projektów urbanistyczno-architektonicznych zrealizowanych po II wojnie światowej w Polsce. Kompleks wyróżnia się także w zestawieniu z powojennymi konstrukcjami modernistycznymi na świecie. Projekt Franty, Buszki i Szewczyka znalazł się w atlasie "20th-Century World Architecture: The Phaidon Atlas" wydawnictwa Phaidon, prezentującym przegląd najlepszej światowej architektury XX wieku.

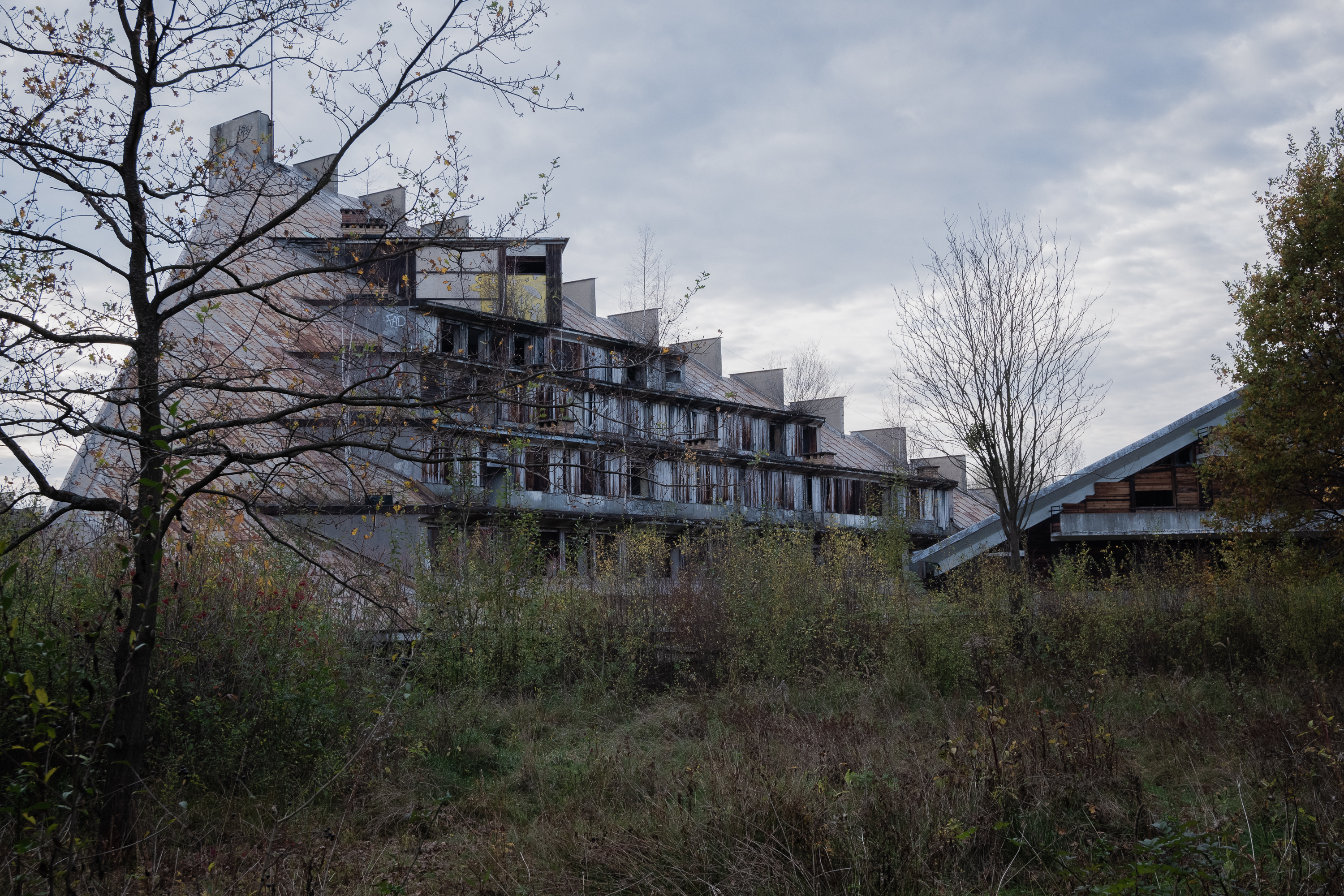
Dom wczasowy Maciejka - widok z tyłu.

Ustroń Zawodzie to jeden z najlepszych przykładów w Polsce wkomponowania nowoczesnej architektury w górski krajobraz. Piramidy wyglądają jak skały swobodnie rozrzucone po lesistym stoku, ale po analizie rysunków naszych poprzedników, odkryliśmy, że to nie tylko przemyślana kompozycja, ale wręcz matematyczny wzór

## Rozbudowa
Po ostatecznej prywatyzacji kompleksu w 2010 roku część "piramid" trafiła do pojedynczych właścicieli, a część w skład której weszło także sanatorium Równica wraz z obiektami medycznymi stało się własnością amerykańskiej firmy medycznej Grupa American Heart of Poland, która utworzyła Uzdrowisko Ustroń. Firma jest odpowiedzialna za projekt rozbudowy kompleksu.
W 2022 roku dwie śląskie pracownie projektowe: Franta Group (prowadzona przez Macieja Frantę - wnuka Aleksandra Franty, jednego z pierwotnych architektów kompleksu) oraz KWK Promes Roberta Koniecznego przygotowały projekt rozbudowy Zawodzia.
Planowane są trzy nowe budynki w kształcie nawiązującym do dawnych piramid, oraz dwóch tzw. klinowców wkomponowanych w polany. W ramach rozbudowy ma powstać także deptak ze ścieżką rowerową, stacja kolejki linowej, która ma pozwolić na połączenie z miastem, pijalnia wód i lokale gastronomiczne.

## Piramidy w okresie PRL
Piramidy były przeznaczone na ośrodki wypoczynkowe i sanatoria dla zakładów pracy, które pełniły w projekcie rolę inwestorów.
Lista państwowych zakładów pracy, do których należały poszczególne obiekty przed prywatyzacją:

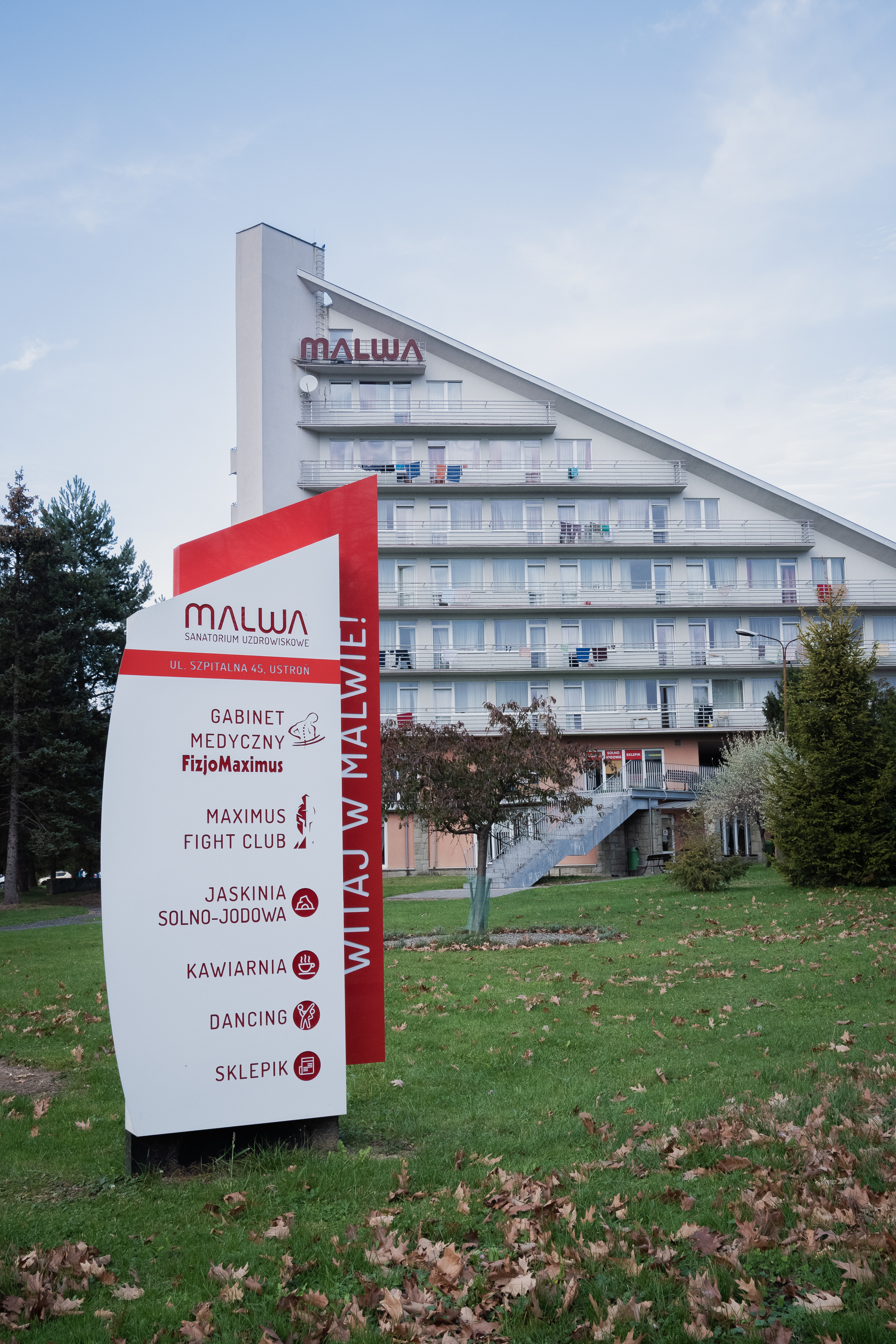
Sanatorium Uzdrowiskowe Malwa oddane do użytku w 1979 roku, dawniej ośrodek wypoczynkowy dla pracowników Fabryki Obrabiarek „Rafamet” (Kuźnia Raciborska)

- Narcyz – KWK „Moszczenica” Jastrzębie Zdrój
- Wilga – Przedsiębiorstwo Usług Socjalnych Budownictwa
- Jaskółka – Huta im. E. Cedlera, Sosnowiec
- Diament (dawniej Sokół) – KWK „Manifest Lipcowy” Jastrzębie Zdrój, później KWK „Zofiówka” Jastrzębie Zdrój
- Rosomak – Kaletańskie Zakłady Celulozowo-Papiernicze Kalety
- Daniel – KWK „Borynia” (później Zakład Tworzyw Sztucznych „Krywałd-Erg” Knurów)
- Muflon – Dębickie Zakłady Opon Samochodowych „Dębica”
- Magnolia – KWK „Halemba” Ruda Śląska
- Złocień – Związek Zawodowy Pracowników Książki, Prasy, Radia i Telewizji, Warszawa
- Maciejka - Stocznia im. Komuny Paryskiej Gdynia (pierwotna nazwa „Stoczniowiec”)
- Malwa - Fabryka Obrabiarek „Rafamet” Kuźnia Raciborska
- Róża - Związek Zawodowy Pracowników Handlu i Przedsiębiorczości Warszawa
- Tulipan - Zakłady Przemysłu Odzieżowego Bytom
- Kos - Huta Cynku, Miasteczko Śląskie
- Orlik - Huta „Florian” Świętochłowice (pierwotnie Kombinat Koksowniczy „Zabrze” w Zabrzu)
- Repty - Przedsiębiorstwo Kruszyw Katowice, później Sanatorium Huty „Łabędy”
- Elektron - Zakłady Energetyczne Okręgu Południowego Kraków, Oddział w Katowicach (później Międzyzakładowy Dom Wypoczynkowo-Rehabilitacyjny Zakładów Energetycznych Bielsko-Biała)